# Holmsjön (Fredrika socken, Lappland, 712757-161299)
Holmsjön är en sjö i Åsele kommun i Lappland och ingår i Lögdeälvens huvudavrinningsområde. Sjön är 16,9 meter djup, har en yta på 0,943 kvadratkilometer och är belägen 307,9 meter över havet. Sjön avvattnas av vattendraget Kroknorsbäcken.

## Delavrinningsområde
Holmsjön ingår i det delavrinningsområde (712836-161187) som SMHI kallar för Utloppet av Holmsjön. Medelhöjden är 323 meter över havet och ytan är 5,1 kvadratkilometer. Det finns inga avrinningsområden uppströms utan avrinningsområdet är högsta punkten. Kroknorsbäcken som avvattnar avrinningsområdet har biflödesordning 2, vilket innebär att vattnet flödar genom totalt 2 vattendrag innan det når havet efter 132 kilometer. Avrinningsområdet består mestadels av skog (71 procent). Avrinningsområdet har 0,95 kvadratkilometer vattenytor vilket ger det en sjöprocent på 18,5 procent.